# Франк Перети
Франк Перети (на английски: Frank E. Peretti) е американски писател на произведения в жанра приключенски роман, фентъзи, паранормален трилър, хорър и детска литература, написани от християнска гледна точка.

## Биография и творчество
Франк Едуард Перети е роден на 13 януари 1951 г. в Летбридж, Алберта, Канада, в семейство на пастор от Петдесятната църква. Израства в Сиатъл, щат Вашингтон. Като малък има физически недъг – кистозна хигрома на лицето, който прави детството му изключително неприятно, заради тормоза и обидите на връстниците му. Лекуван е с множество операции. Това го тласка към книгите и още в детството си обича да разказва истории, които сам е измислил, ползвайки дори пишещата машина на майка си.
След завършване на гимназията започва да свири на банджо с местна група за блуграс. След като се жени през 1972 г. работи като музикант в малко звукозаписно студио. По-късно следва английска филология и сценаристика в Калифорнийски университет – Лос Анджелис. След дипломирането си през 1978 г. помага на баща си в пасторството на малката църква „Assembly of God“ на остров Вашон. През 1984 г. се отказва от пасторската си позиция и започва да работи в строителството и във фабрика за ски (1985 – 1988), за да се издържа. Да пише обаче си остава негова мечта и заедно с работата си опитва да пише.
Първият му разказ, приключенската история за деца „Вратата в гърлото на дракона“, е публикувана през 1985 г. По-късно, използвайки героите от разказа, развива от 1988 г. поредицата „Приключенията на децата на Купър“ с приключения в стил Индиана Джоунс.
Първият му, и най-известен роман, „Мракът на този свят“ от едноименната поредица е издаден през 1986 г. Той е епична история за борба на ангели и демони, разиграваща се в съвременния свят в типичен малък град. Той и продължението му, „Пробиване на мрака“ от 1989 г. стават бестселъри на Асоциацията на християнските книжарници (които го удостояват с наградата „Златен медальон“) и са издадени в милиони екземпляри по света.
През 1988 г. е издаден вдъхновяващият му роман „Тили“, който е история за млада двойка, история за живота, любовта и прошката на Христос. Екранизиран е в късометражния филм „Tilly: A Message of Hope“ през 2003 г.
През 90-те години се посвещава на писателската си кариера и са издадени романите му „Пророк“ (1992), „Клетвата“ (1995) и „Посещението“ (1999). Романът му „Клетвата“, който разказва историята за малък град, тормозен от огнедишащ дракон, е много успешен и едно от емблематичните му произведения. Романът му „Посещението“ също е бестселър и е екранизиран през 2006 г.
Мемоарната му книга „The Wounded Spirit“ (Раненият дух) е издадена през 2000 г. и описва борбата му като дете с лицевия тумор, довело го до усамотение и дълго лечение. В следващите години пише още две книги „Без повече жертви“ (2001) и „Без повече хулигани“ (2003), в които третира темата за тормоза над децата в училищата, вдъхновен от личните си преживявания.
През 2001 г. е издаден романът му „Hangman's Curse“ (Проклятието на палача) от поредицата за юноши „Проект Веритас“. Когато няколко ученици в гимназията Бейкър са поразени от предполагаемо проклятие на призрака на училището, Илайджа и Елиша Спрингфийлд и техните родители, следователи под прикритие, са изпратени да разкрият истината зад събитията. Романът става моментален бестселър и през 2003 г. е екранизиран във филма „Проклятието на обсебения“.
Трилърът му „Monster“ (Чудовище) от 2005 г. е свързан с легендата за Голямата стъпка и тренира въпроси, свързани с „оцеляването на най-приспособения“ и базирани на възраженията на креационизма срещу еволюцията.
През 2006 г. заедно с писателят Тед Декър издават романа „Къща“, който през 2008 г. е екранизиран в едноименния филм с участието на Майкъл Медсън.
Франк Перети живее със семейството си в Кор Дълейн, Айдахо, където заедно с писането води службата в местната църква.

## Произведения

### Самостоятелни романи
- Tilly (1988)[1][2][3][4][5]
- Prophet (1992)
- The Oath (1995)
Клетвата, изд. ИК „Менора прес“ (2002), прев. Петър Ганев
- The Visitation (1999)
- Monster (2005)
- House (2006) – с Тед Декър
- Illusion (2012)

### Серия „Мракът“ (Darkness)
1. This Present Darkness (1986)[1][3]
Мракът на този свят, изд. ИК „Менора прес“ (2002), прев. Петър Ганев
2. Piercing the Darkness (1989)

### Серия „Приключенията на децата на Купър“ (Cooper Kids)
1. The Door in the Dragon's Throat (1988)[1][2][3][5]
2. Escape from the Island of Aquarius (1988)
3. The Tombs of Anak (1989)
4. Trapped at the Bottom of the Sea (1990)
5. The Secret of the Desert Stone (1996)
6. The Deadly Curse of Toco-Rey (1996)
7. The Legend of Annie Murphy (1997)
8. Flying Blind (1998)
9. Mayday at Two Thousand Five Hundred (2005)

### Серия „Проект Веритас“ (Veritas Project)
1. Hangman's Curse (2001)[2][5]
2. Nightmare Academy (2002)

### Серия „Предвестници“ (Harbingers)
с Алтън Гански, Анджела Хънт и Бил Майърс
2. The Haunted (2015)
4. The Girl (2015)
6. Infestation (2015)
8. The Fog (2015)
10. The Mind Pirates (2015)
от серията има още 21 романа от различни автори

### Сборници
- A Frank Peretti Collection (2015)

### Документалистика
- The Wounded Spirit (2000) – мемоари[1][2]
- No More Victims (2000)
- No More Bullies (2003)

### Екранизации
- 2003 Tilly: A Message of Hope – тв филм
- 2003 Проклятието на обсебения, Hangman's Curse
- 2006 The Visitation
- 2008 House
- ?? Monster